# Eduard Pană
Eduard Pană (n. 28 mai 1944, Brănești, România) este un fost jucător român de hochei pe gheață.
Pentru câțiva ani, el a fost secretarul general al Federației Române de Hochei pe Gheață.
A participat de trei ori la Jocurile Olimpice de iarnă. Este primul jucător român de hochei inclus în International Ice Hockey Federation Hall of Fame în 1998.

## Legături externe
- Materiale media legate de Eduard Pană la Wikimedia Commons
- en  IIHF Hockey Hall of Fame bio
- en Eduard Pană la Olympedia.org